# 2014年烏克蘭伊爾-76軍用運輸機被擊落事件
2014年6月14日，乌克兰空军第25運輸航空旅的一架伊爾-76運輸機在頓巴斯戰爭期間，在烏克蘭盧甘斯克國際機場降落時被親俄羅斯武裝分子盧甘斯克人民共和國的部隊擊落。此飛機由一個未公開的地點運送部隊和裝備。機上49人全部遇難。

## 攻擊

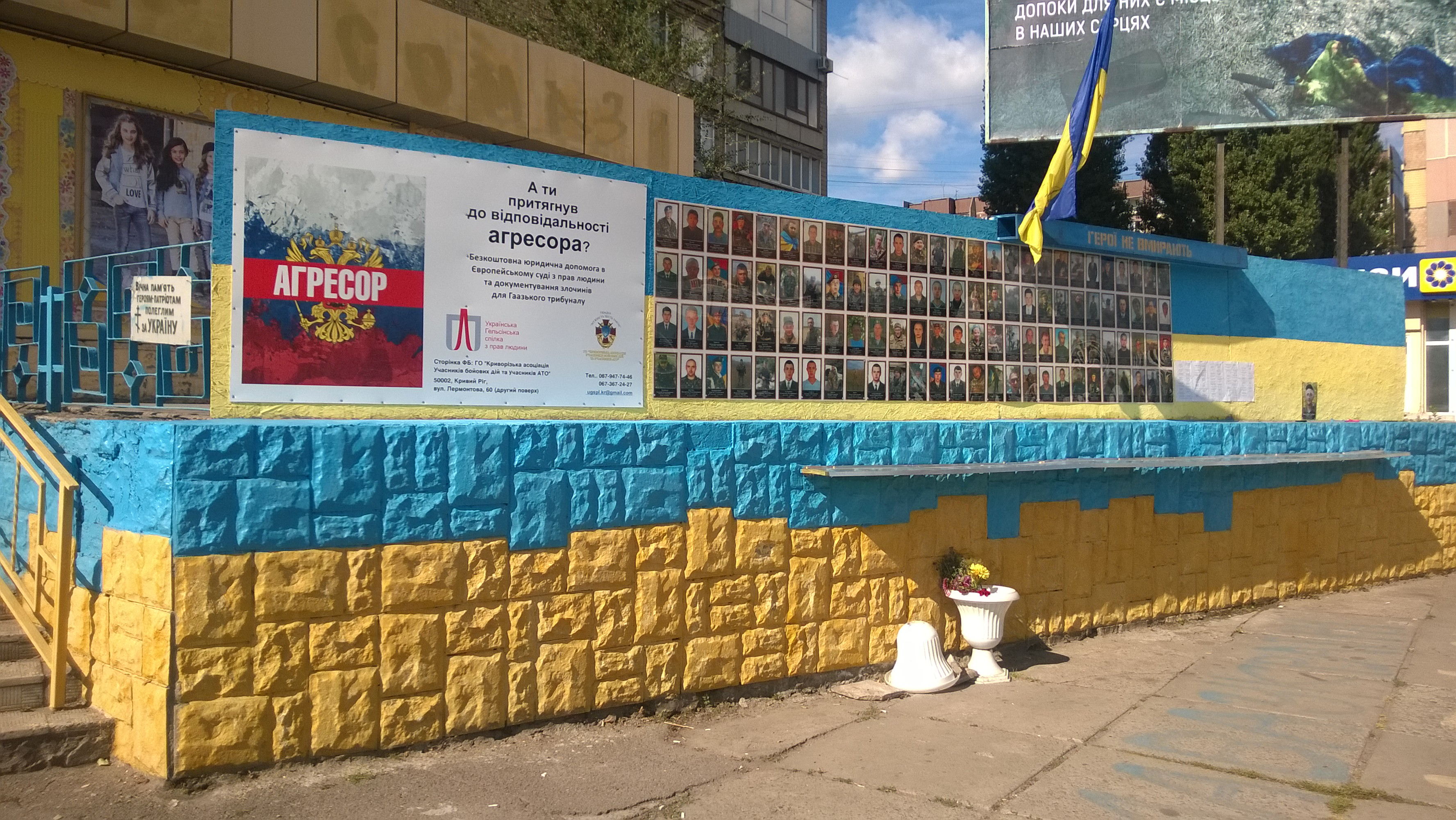
在擊落中喪生的第25空降旅傘兵的紀念碑

此飛機載有軍事裝備和40名士兵，以及9名機組人員。 在降落盧甘斯克國際機場期間，遭到防空火力攻擊。 據烏克蘭國防部稱，飛機被重機槍攻擊。 根據烏克蘭檢察官辦公室的說法，此飛機是被便攜式防空系統設備擊落。 運輸機於當地時間00:51（UTC6月13日21:51）墜毀；機上49人全部遇難。 烏克蘭國防部指責親俄分離主義分子攻擊飛機。 據報道，該飛機除了機組人員外，還搭載了第25獨立第聶伯羅彼得羅夫斯克空降旅的40名傘兵。
基輔的一名軍事分析員表示，在盧甘斯克機場附近發現了兩個用於9K38針式防空飛彈的空發射管。 頓涅茨克人民共和國發言人弗拉基米爾·伊諾戈羅德斯基證實使用了9K38針式防空飛彈。 分離主義者在飛機墜毀前一周表示，他們不會再允許任何航班進入機場。
這是自2014年2月親俄衝突開始以來烏克蘭軍隊在單一事件中遭受的最嚴重損失。 這也是涉及伊爾-76的第四次最致命的空難，也是烏克蘭第十次最致命的空難。
據俄羅斯消息人士表示，6月17日，盧甘斯克人民共和國領導人瓦列里·博洛托夫宣佈，調查人員無法在墜機現場找到士兵的武器，也找不到士兵的遺體。 博洛托夫假設飛機是空的，目的旨在運送在行動中喪生的士兵的屍體，同時重申叛亂分子擊落了飛機。
2017年10月7日，烏克蘭安全局聲稱已確定俄羅斯私人軍事公司瓦格納集團參與擊落伊爾-76。
2019年6月14日，在飛機被擊落五週年之際，烏克蘭安全局報告表示，俄羅斯聯邦武裝部隊中將葉夫根尼·尼基福羅夫直接參與事件，他命令「瓦格納集團」的德米特里·烏特金攻擊這架飛機。

## 飛機
此飛機型號為伊爾-76MD，屬於烏克蘭空軍，註冊號為76777，製造商的序列號為0083482490。 該飛機於1988年首次飛行。
該飛機最初由俄羅斯國際航空公司運營，編號為CCCP-7677，隨後輾轉被烏克蘭空軍收購。

## 反應
烏克蘭總統彼得·波羅申科宣佈6月15日為全國哀悼日。 在一次電視轉播的緊急會議上，波羅申科責罵烏克蘭國家安全局負責人在保護飛機時出現「遺漏」。 他呼籲「詳細分析失敗的原因」，並表示可能會進行人事變動。 烏克蘭代理國防部長米哈伊洛·科瓦爾宣佈，已決定解除烏克蘭軍方參謀長的職務，以調查事件。
烏克蘭總理 阿爾謝尼·亞采紐克 表示：「首先，我們將通過消滅那些殺死他們的人來紀念英雄，然後通過清除我們的土地免受邪惡。」
2017年3月，烏克蘭法院判處維克托·納扎羅夫少將七年監禁，法院判決稱，納扎羅夫早已收到消息稱該飛機可能被便攜式防空系統設備攻擊。 2021年5月21日，最高法院刑事最高法院宣判納扎羅夫無罪。
在2022年俄羅斯入侵烏克蘭的 瓦西里基夫戰役中， 瓦列里·扎盧日內中將和其他人在社交媒體上引用了2014年烏克蘭伊爾-76的擊落事件，此前有報道稱兩架俄羅斯伊爾-76於2022年2月26日被擊落。 他們將兩架俄羅斯運輸機的擊落描述為對烏克蘭伊爾-76所有乘員死亡的「報復」。

## 另見
- 馬來西亞航空17號班機 - 一個月後也在頓巴斯被擊落

## 外部鏈接
- YouTube上的RT: Ukraine military Il-76 plane downed by self-defense forces in Lugansk
- YouTube上的CCTV of the shootdown in Lugansk